# St. Johann Baptist (Lindern)
Die Kirche St. Johann Baptist hat ihren Standort im Ortsteil Lindern in der Stadt Geilenkirchen in Nordrhein-Westfalen. Sie steht als Baudenkmal unter Denkmalschutz.

## Lage
Die einschiffige Kirche mit einer Erweiterung und einem vierseitigen Turm steht im südöstlichen Bereich des Ortes. In südlicher Richtung schließt der Friedhof an das Kirchengelände an.

## Geschichte
Die alte Kirche wurde Ende des 15. Jahrhunderts erbaut und am 16. Oktober 1481 eingeweiht. Später wurde ein eleganter Dachreiter aufgesetzt. Nach schweren Beschädigungen im Zweiten Weltkrieg wurde die Kirche ohne Dachreiter bis 1953 wiederhergestellt. 1963 wurde eine notwendige Erweiterung und der Bau eines Kirchturms durchgeführt. 

## Architektur
Die Kirche ist ein spätgotischer, einschiffiger Backsteinbau. Kriegsschäden und eine notwendige Erweiterung wurden unter der Leitung des Architekten W. Finkeldei aus Linnich durchgeführt. Dabei öffnete man die Südwand zwischen den Strebepfeilern in drei spitzen Bogen und errichtete einen nach Süden orientierten Saalbau mit flacher Holzdecke an die drei kreuzrippengewölbten Joche der alten Kirche. Das westliche, vierte Joch ist geöffnet zur Taufkapelle, das Chorjoch im Osten und der fünfseitig geschlossene Chor der alten Kirche dient als Sakramentskapelle. An der Westseite ist die Sakristei als Verbindung zum vierseitigen Turm. Nach Abschuss der Umbauarbeiten erfolgte am 16. Juni 1963 die Weihe der Kirche.

## Ausstattung
- Die Orgel mit 16 Registern und elektrischer Traktur aus dem Jahre 1964 wurde von der Fa. Heinz Wilbrand aus Übach-Palenberg gebaut.
- Im Kirchturm befinden sich Glocken aus den Jahren 1632, 18. Jh., 1954 und 1963.
- Altar aus Marmor, Altar aus Blaustein, Taufstein aus 18. Jh., Tabernakel, mehrere Heiligenfiguren aus Holz und Gips, Chorgestühl und Verkündigungspult.
- Buntverglasung[2]

## Galerie

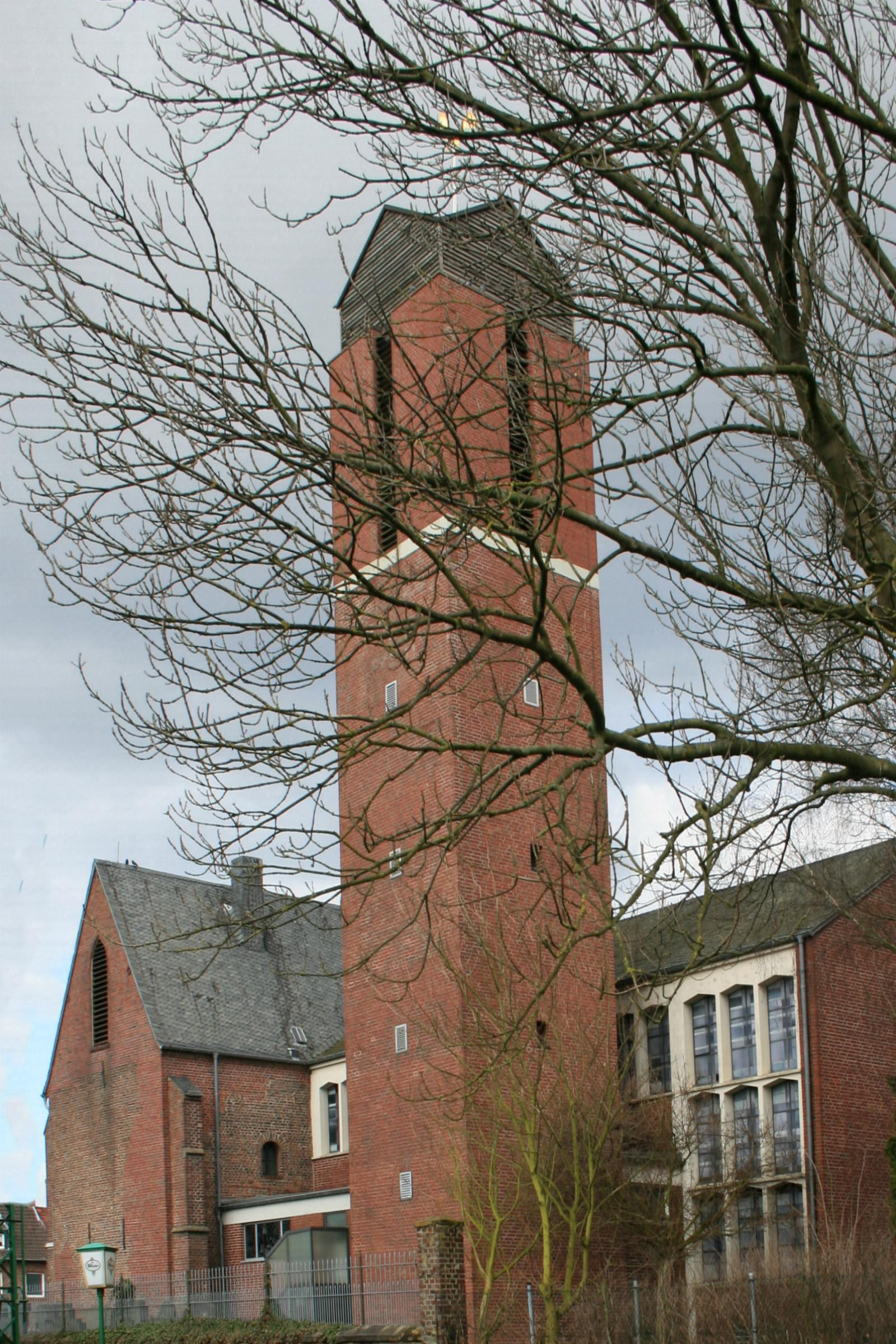
Freistehender Kirchturm in Lindern
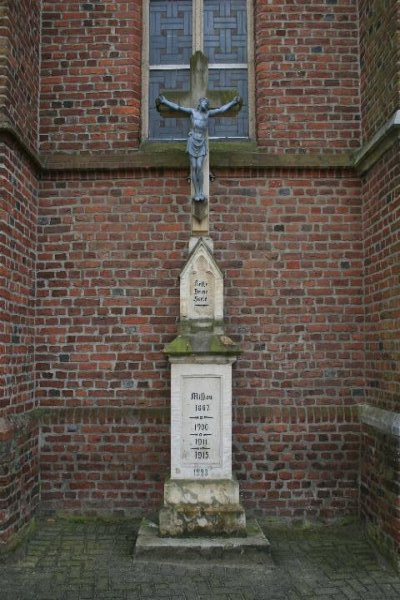
Missionskreuz am alten Kirchenteil
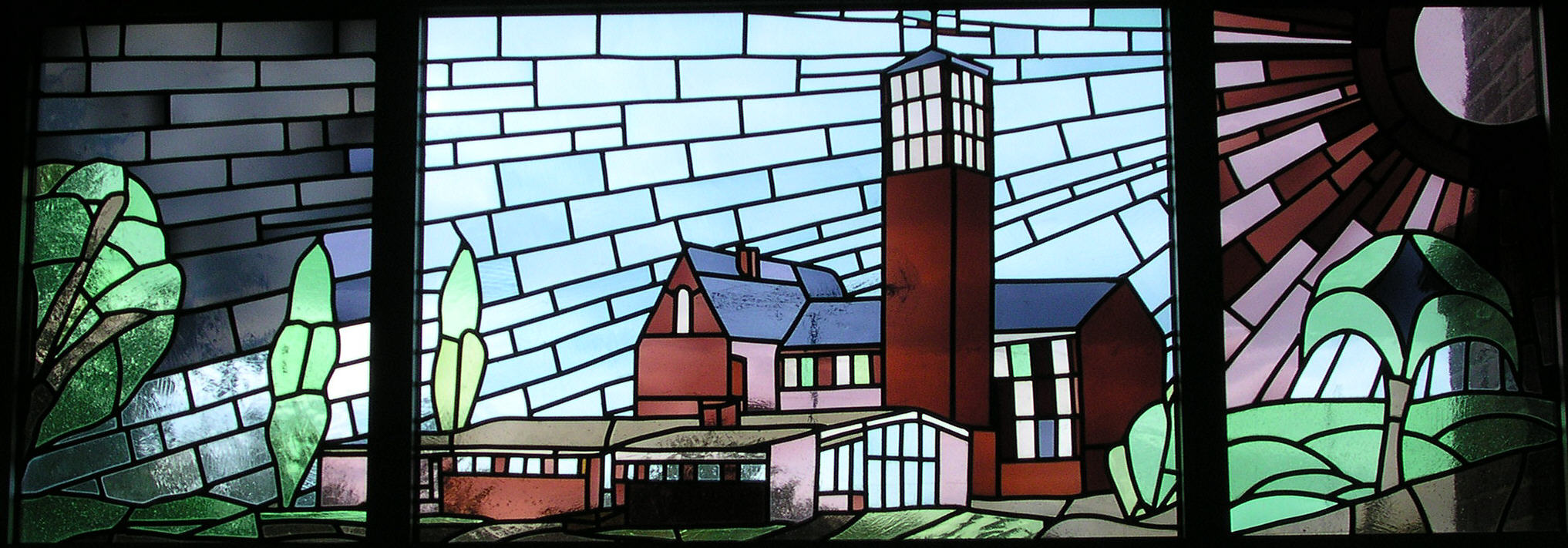
Glasgemälde als Kirchenfenster